# Jania crassa
Jania crassa J.V. Lamour., 1821 é o nome botânico de uma espécie de algas vermelhas pluricelulares do gênero Jania.
- São algas marinhas encontradas na África, América do Norte (Califórnia), América do Sul (Peru), Austrália, Nova Zelândia e algumas ilhas do Atlântico.

## Sinonímia
Não apresenta sinônimos.